# Johannes Coesermans

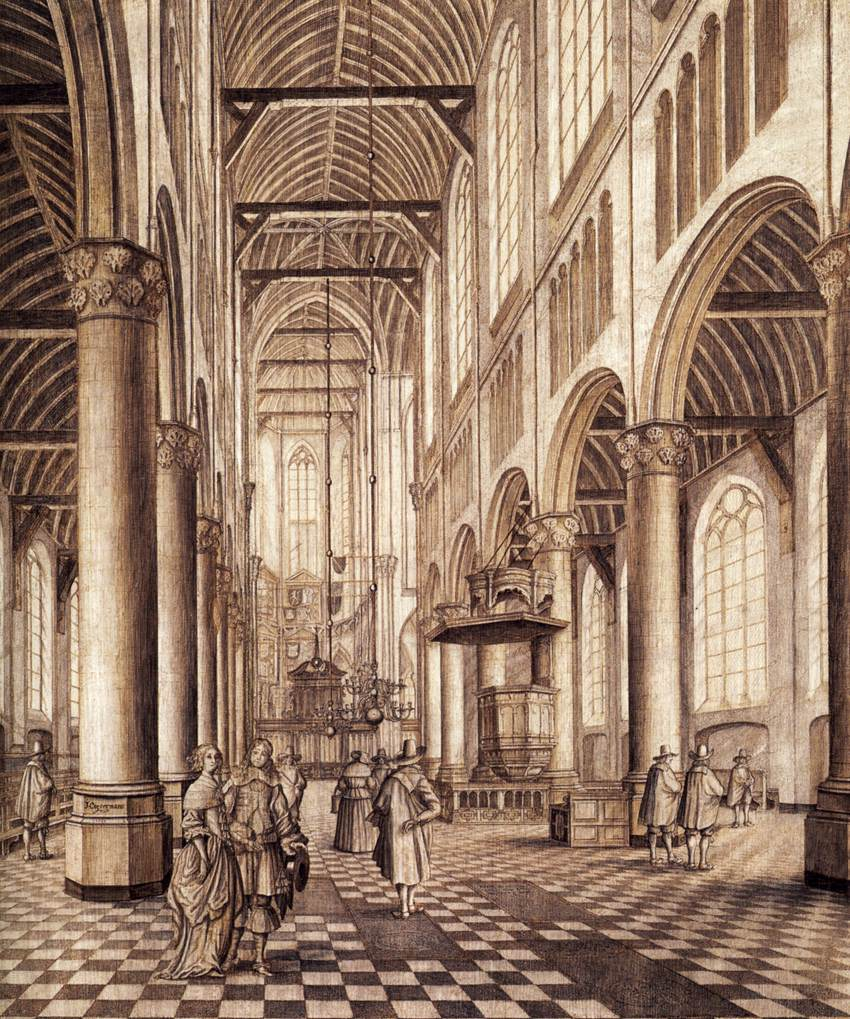
Interieur van de Nieuwe Kerk, Delft (1663)

Johannes Coesermans (of Johannes Koeserman) was een kunstschilder en tekenaar uit de Gouden Eeuw. 
Er is weinig over hem bekend en zijn overgeleverde oeuvre is niet groot. Hij was in 1640 actief in Den Haag en op 22 augustus 1661 werd hij lid van Sint-Lucasgilde te Delft. Daar was hij tot 1664 actief. Zijn werk bestaat uit marines en architectuurstukken. Hij was een navolger van Hendrick Cornelisz. van Vliet en Gerard Houckgeest. Zijn mengeling van stijlen doet vermoeden dat hij wellicht een amateur was. 
- RKD-Nederlands Instituut voor Kunstgeschiedenis: 17515
- Union List of Artist Names: 500011229
- Virtual International Authority File: 95749402